# Tupaiu
Tupaiu, pleme američkih Indijanaca s rijeke Tapajós u brazilskoj državi Pará u blizini današnjeg Santaréma. Prvi kontakt s njima bio je 1542. s ekspedicojom koju je predvodio Francisco Orellana, opljačkavši im plantaže. Godine 1626. dolaze novi stanovnici u taj kraj, Portugalci, koji će u drugoj polovici istog stoljeća osnovati grad Santarém, prozvanim  'biserom Tapažosa'  ili "Pérola do Tapajós". Danas žive na rezervatima Terra Indígena Amina (općina Itamarati), Terra Indígena Aningualzinho (općina Alto Alegre) i na rezervatu Tupaiu.